# Aeroporto di Bruxelles-National
L'Aeroporto di Bruxelles-National (IATA: BRU, ICAO: EBBR) è il principale aeroporto del Belgio e il 23º in Europa, è situato vicino alla cittadina di Zaventem e serve la città di Bruxelles, da cui dista 11 chilometri.

## Attività
L'aeroporto è l'hub della Brussels Airlines, della Jetairfly, della Abelag Aviation e della Thomas Cook Airlines ed è utilizzato da altre 260 compagnie circa, impiegando nell'indotto circa 6000 persone.
Nel 2005, l'aeroporto è stato eletto miglior aeroporto in Europa da parte dello IATA (Internation Air Transport Association), sulla base di un sondaggio condotto su oltre 100.000 passeggeri in tutto il mondo.

## L'attentato del 22 marzo 2016
Il 22 marzo 2016  l'aeroporto fu oggetto di un attacco terroristico presso la sala partenze verso le ore 8:00 del mattino con due esplosioni: una vicino ai banchi di accettazione delle compagnie American Airlines e Brussels Airlines e l'altra vicino ad una caffetteria Starbucks. Le due esplosioni causarono 16 vittime.

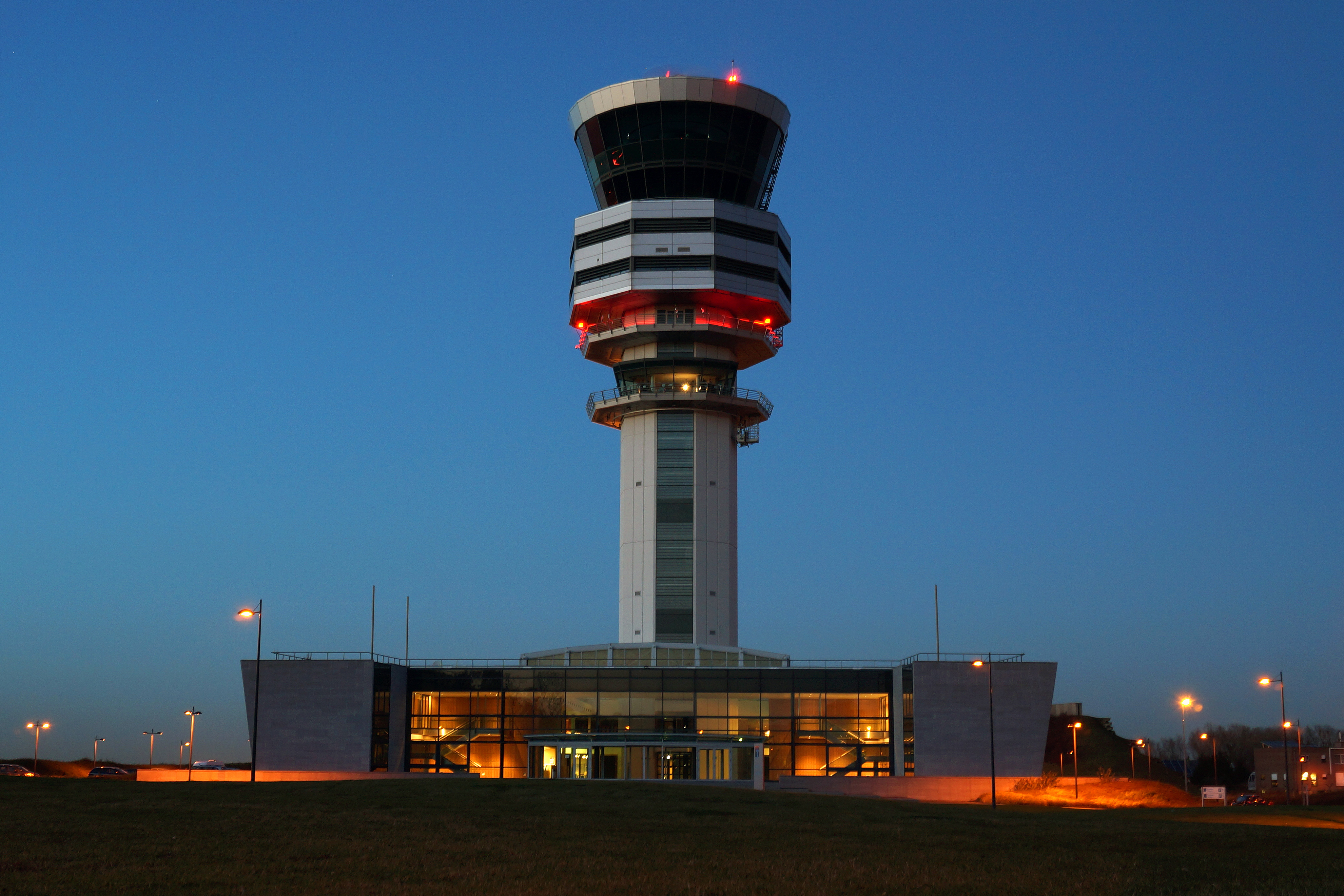
La torre di controllo

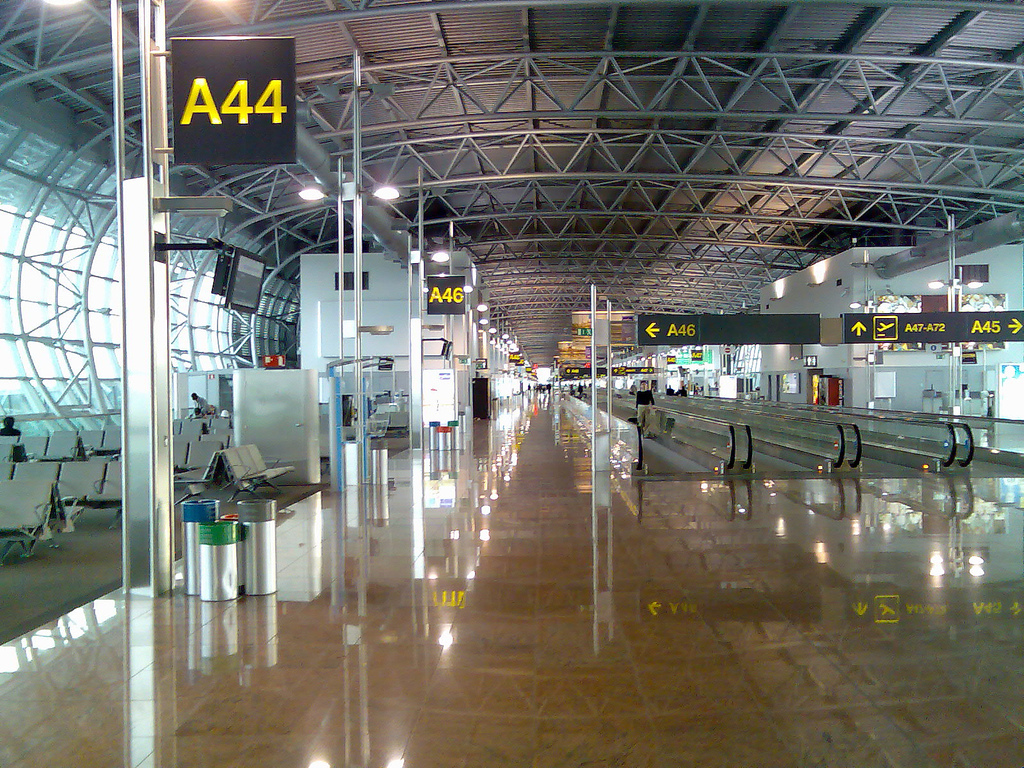
Gates del satellite A dell'aeroporto

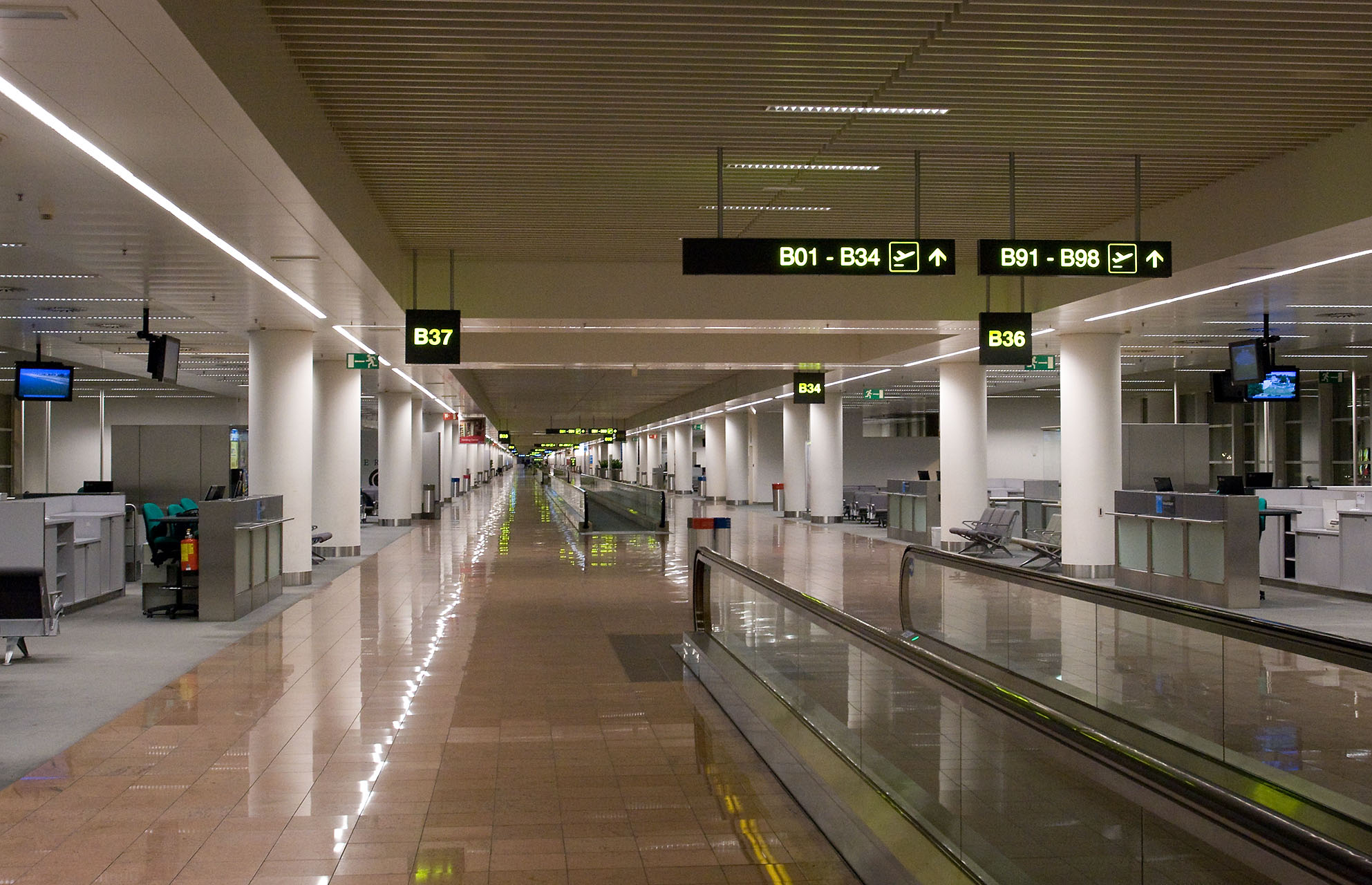
Gates del satellite B dell'aeroporto

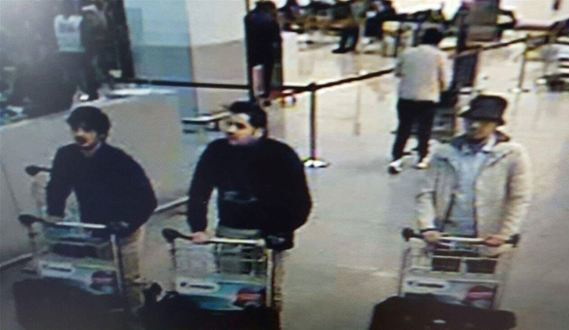
Acquisizione di una telecamera di sicurezza che mostra le tre persone sospettate dell'attentato del 22 marzo 2016

## Collegamenti con Bruxelles
L'aeroporto è collegato con la città di Bruxelles tramite un bus di linea della STIB.
Esiste anche una linea ferroviaria che collega l'aeroporto con le principali stazioni dei treni di Bruxelles.